# 蓼叶眼子菜
蓼叶眼子菜（学名：Potamogeton polygonifolius）为眼子菜科眼子菜属下的一个种。

## 扩展阅读
維基物種上的相關：蓼叶眼子菜